# Chlumetia apicenigra
Chlumetia apicenigra är en fjärilsart som beskrevs av W. Warren 1914. Chlumetia apicenigra ingår i släktet Chlumetia och familjen nattflyn. Inga underarter finns listade i Catalogue of Life.